# Biennale w Stambule

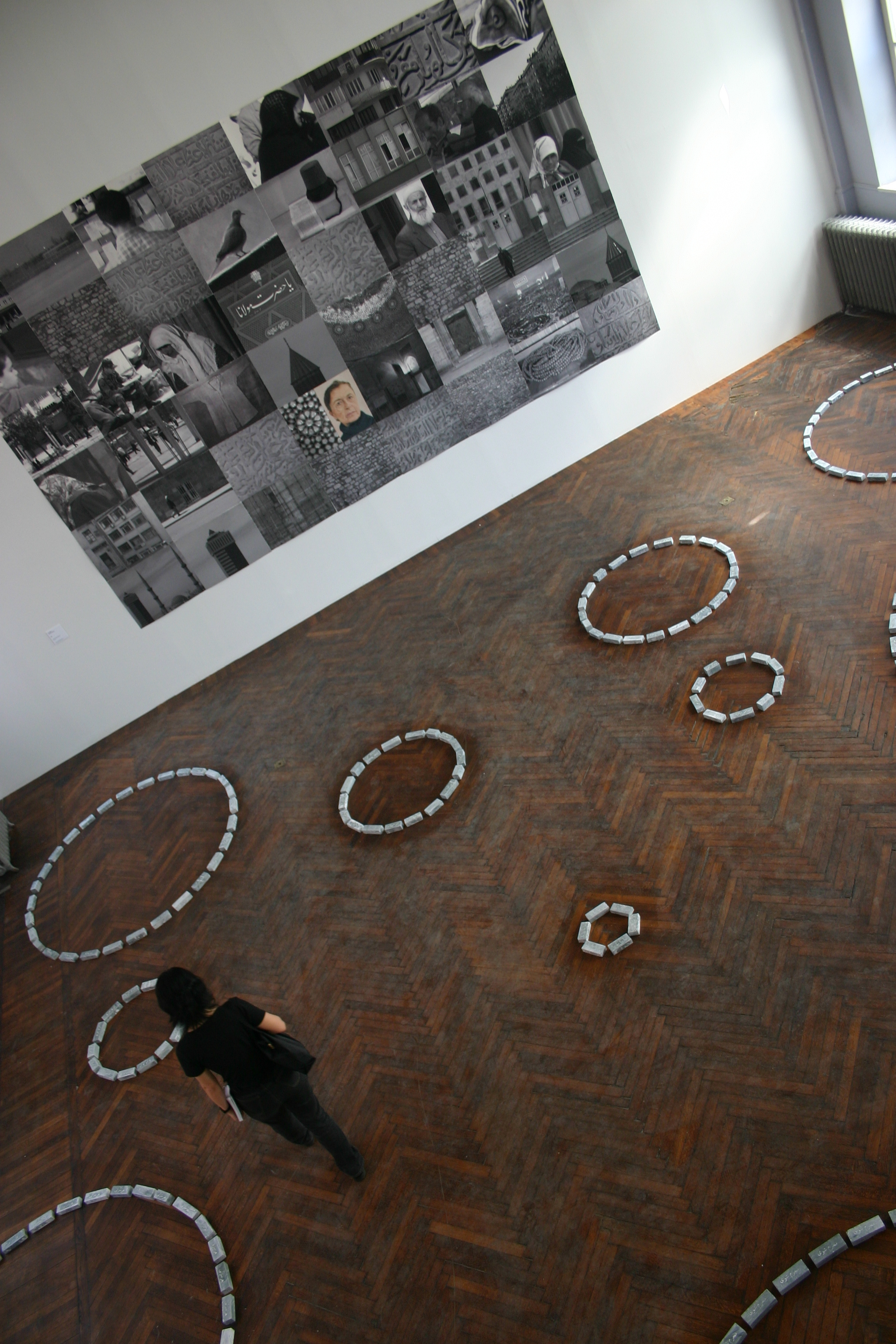
Fragment ekspozycji z 2005 r.

Biennale w Stambule to impreza artystyczna odbywająca się od 1987 r. co dwa lata w Stambule, na której wystawiane są dzieła sztuki współczesnej. Organizatorem biennale jest Stambulska Fundacja na rzecz Kultury i Sztuki.
W 2005 r. na Biennale w Stambule złożyło się kilka niezależnych ekspozycji zlokalizowanych w kilku miejscach w okolicach centrum miasta. Wystawiało 53 artystów i grup artystycznych z 28 państw świata. Wystawę odwiedziło 51 000 oglądających z Turcji i zagranicy.
Dziesiąta edycja biennale rozpocznie się, zgodnie z planem, 15 września 2007 r., a zakończy 4 listopada 2007 r. Kuratorem wydarzenia jest Hou Hanru.